# Tyrannosaur Canyon
Tyrannosaur Canyon è un libro di Douglas Preston del 2005 che parla di un misterioso ritrovamento archeologico in Nuovo Messico.

## Trama
Un misterioso reperto lunare sparisce; diversi anni dopo, un veterinario trova in un canyon un archeologo in fin di vita, che gli consegnerà le coordinate per trovare un tesoro.
Questo tesoro sarà ricercato anche dalla CIA, e da un mercenario killer.
Il tesoro, che si rivelerà essere un fossile perfettamente conservato, contiene un misterioso batterio extraterrestre.
Questo libro parla della storia di un veterinario, che per caso trova un assassinato nella Mesa. Il veterinario,Tom Broadbent, scopre che l'uomo ammazzato è in realtà un cacciatore di resti di dinosauri. Tom trova addosso a lui un taccuino dove sono incisi dei codici. Questi codici sono in realtà indicazioni della posizione del dinosauro, che si svelerà un T-Rex.

## Edizioni in italiano
- Douglas Preston, Tyrannosaur canyon, traduzione di Cristiana Astori, Sonzogno, Milano 2007 ISBN 978-88-454-1417-6